# Medeglia

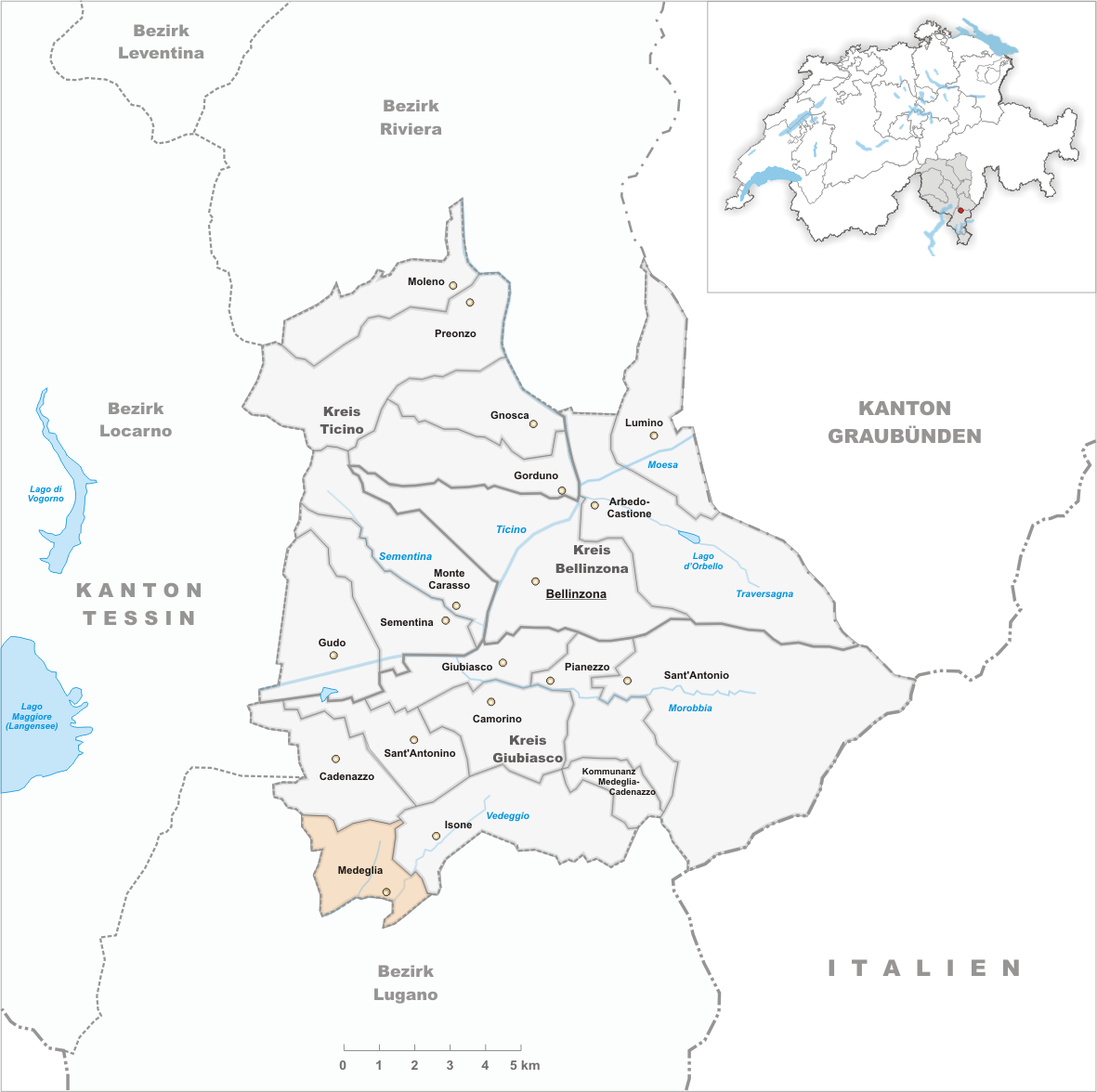
Gemeindestand vor der Fusion am 20. November 2010

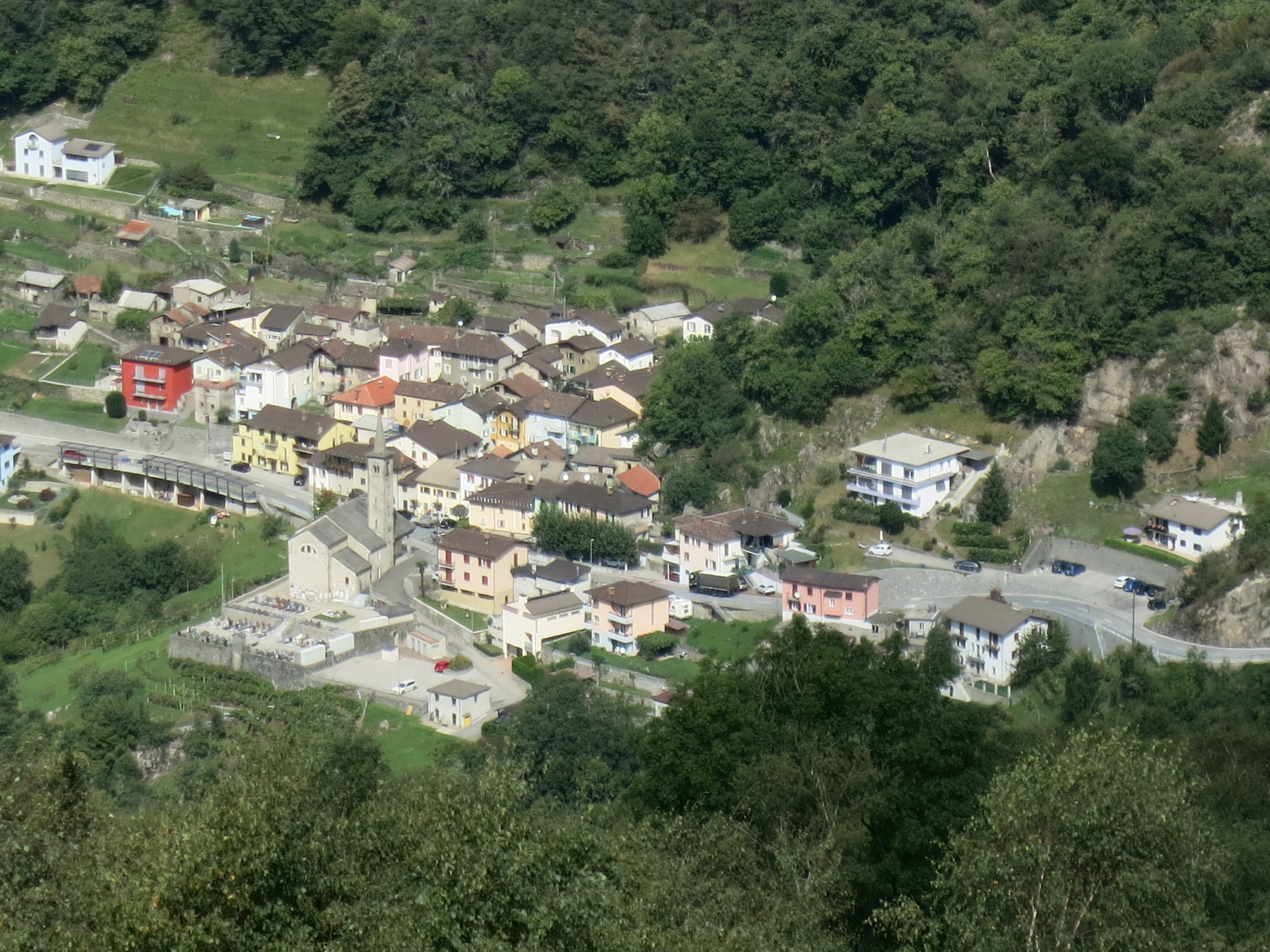
Medeglia Dorfkern

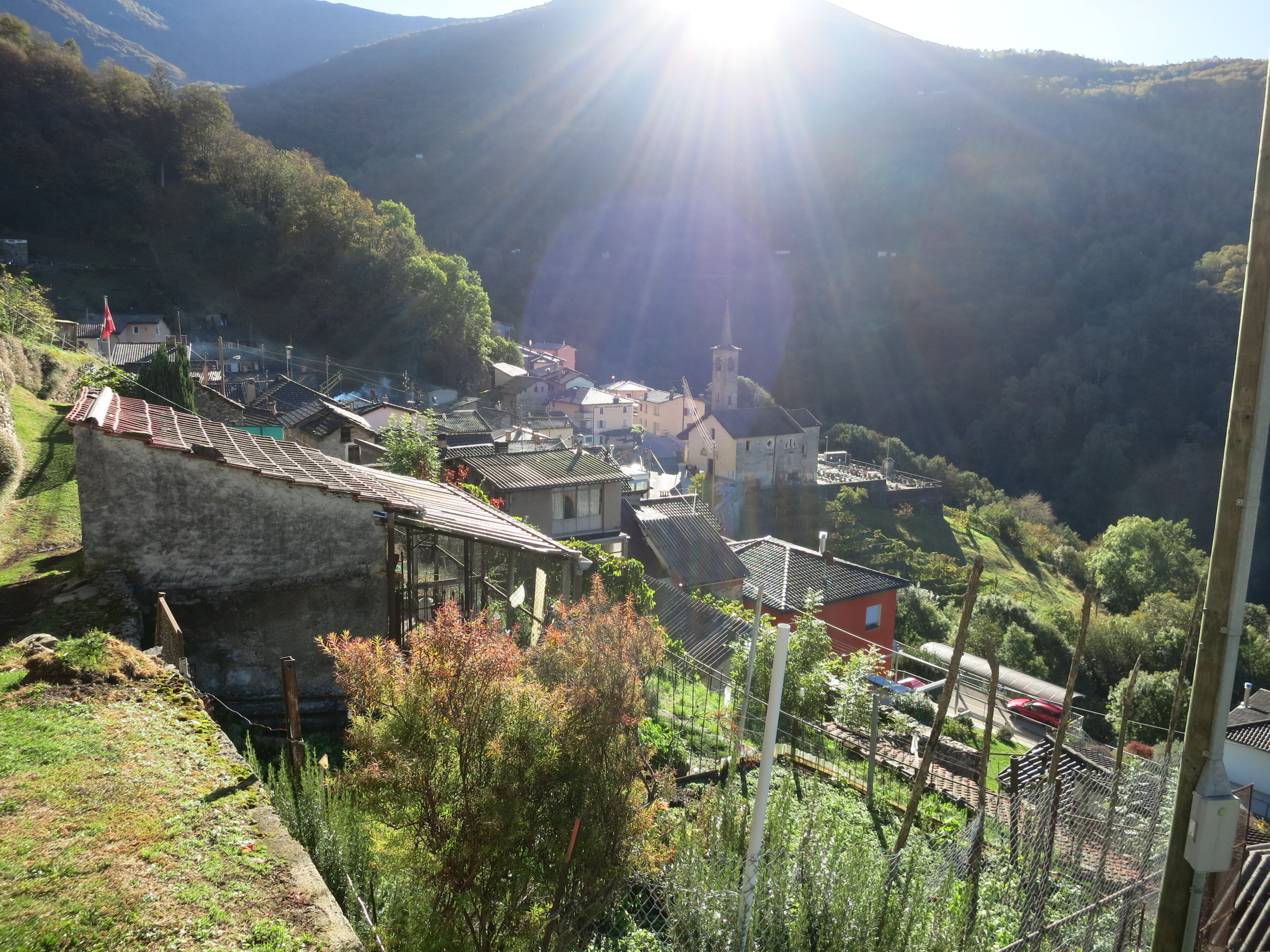
Medeglia

Medeglia war bis zum 20. November 2010 eine politische Gemeinde im Kreis Giubiasco, im Bezirk Bellinzona des Kantons Tessin in der Schweiz.

## Geographie
Das Dorf liegt auf 706 m ü. M. am rechten Ufer des Vedeggio-Flusses. Nachbargemeinden waren Cadenazzo, Isone, Bironico, Camignolo und Capriasca.

## Geschichte
Eine erste Erwähnung findet das Dorf im Jahre 1195 unter dem damaligen Namen Medellia. Es verfügte über eine Kommunanz mit der früheren Gemeinde Robasacco, heute zu Cadenazzo gehörend.
Am 25. November 2007 wurde die Fusion der sieben Gemeinden im Vedeggiotal von den Stimmberechtigten von fünf Gemeinden gutgeheissen: Bironico, Camignolo, Medeglia, Rivera und Sigirino hätten sich demnach zur Gemeinde Monteceneri zusammenschliessen müssen. Isone und Mezzovico-Vira lehnten die Fusion ab. In der Folge verzichtete der Staatsrat darauf, dem Grossen Rat eine zwangsweise Fusion der beiden ablehnenden Gemeinden zu beantragen. Monteceneri wurde deshalb lediglich aus den fünf zustimmenden Gemeinden gebildet. Medeglia bildet aber nach wie vor eine eigenständige Bürgergemeinde.

## Bevölkerungsentwicklung
Einwohnerzahlen: Volkszählungsdaten

## Sehenswürdigkeiten
- Pfarrkirche San Bartolomeo[4] mit Tabernakel
- Oratorium Santi Giulio d’Orta, Antonio abate und San Lucio von Cavargna, im Ortsteil Canedo[4]
- Verschiedene Betkapellen[4]
- Alte Backofen[4]
- Festungen im Ortsteil Monti di Medeglia[4].

## Bilder

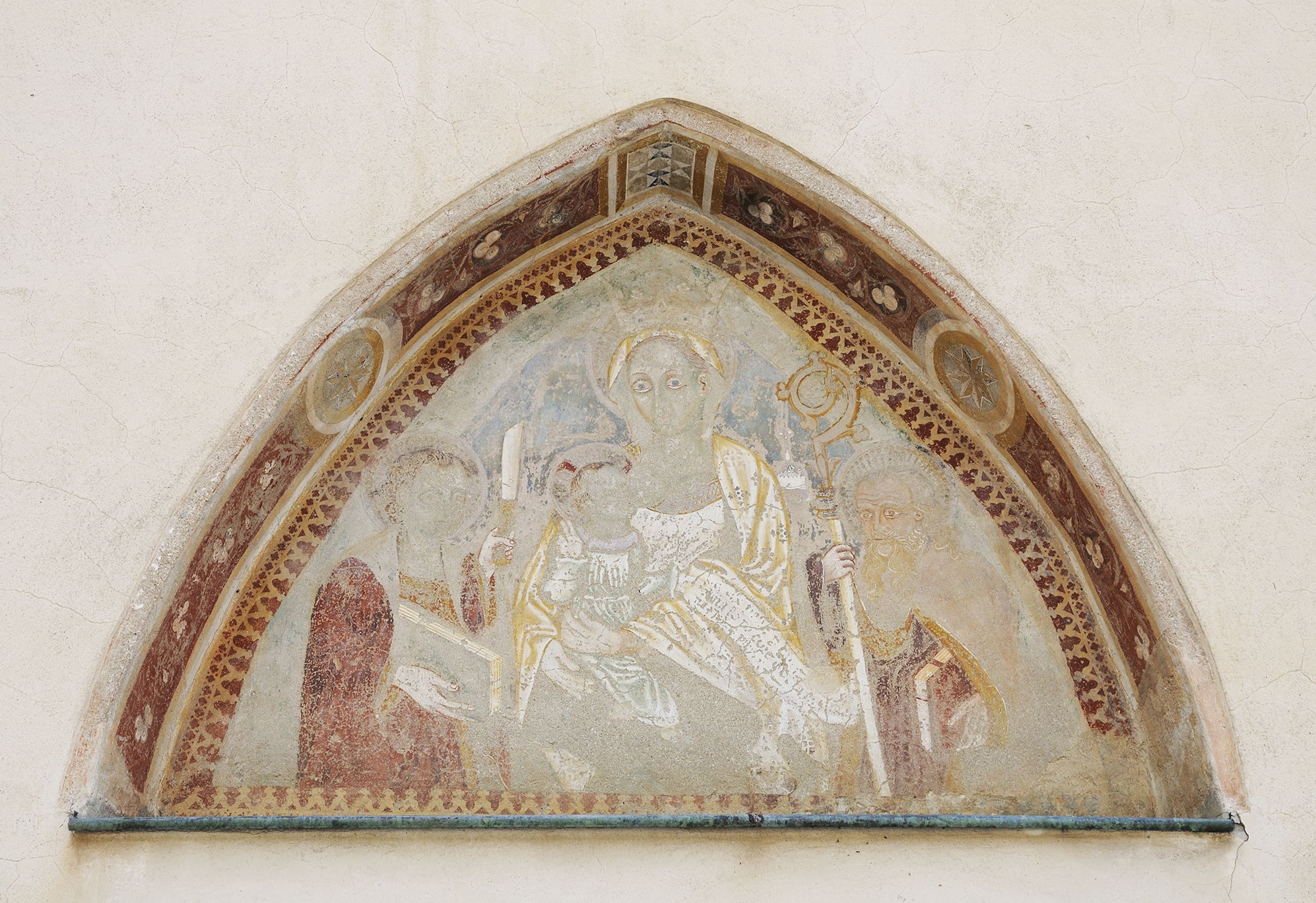
Kirche San Bartolomeo, Fresko
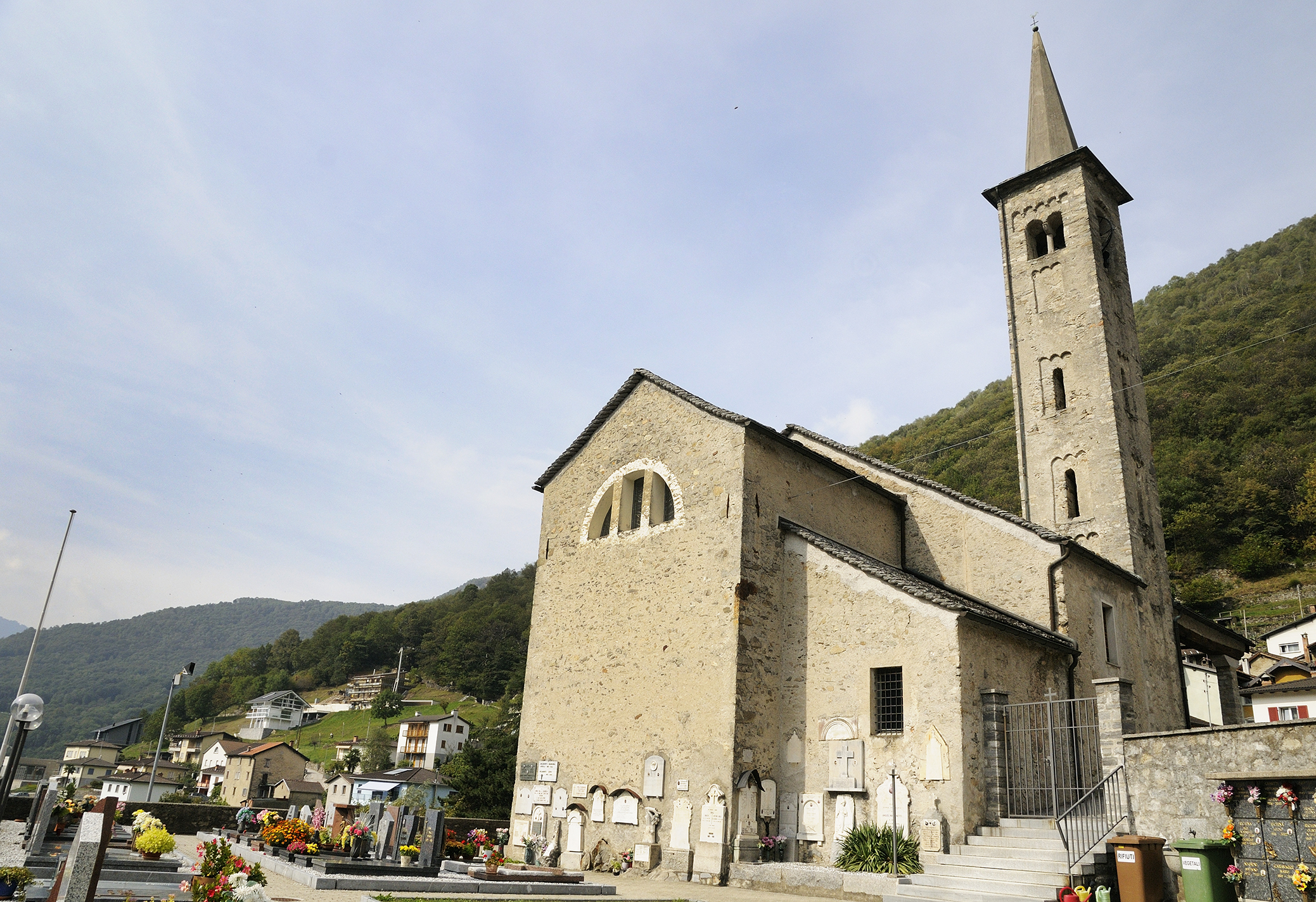
Kirche San Bartolomeo
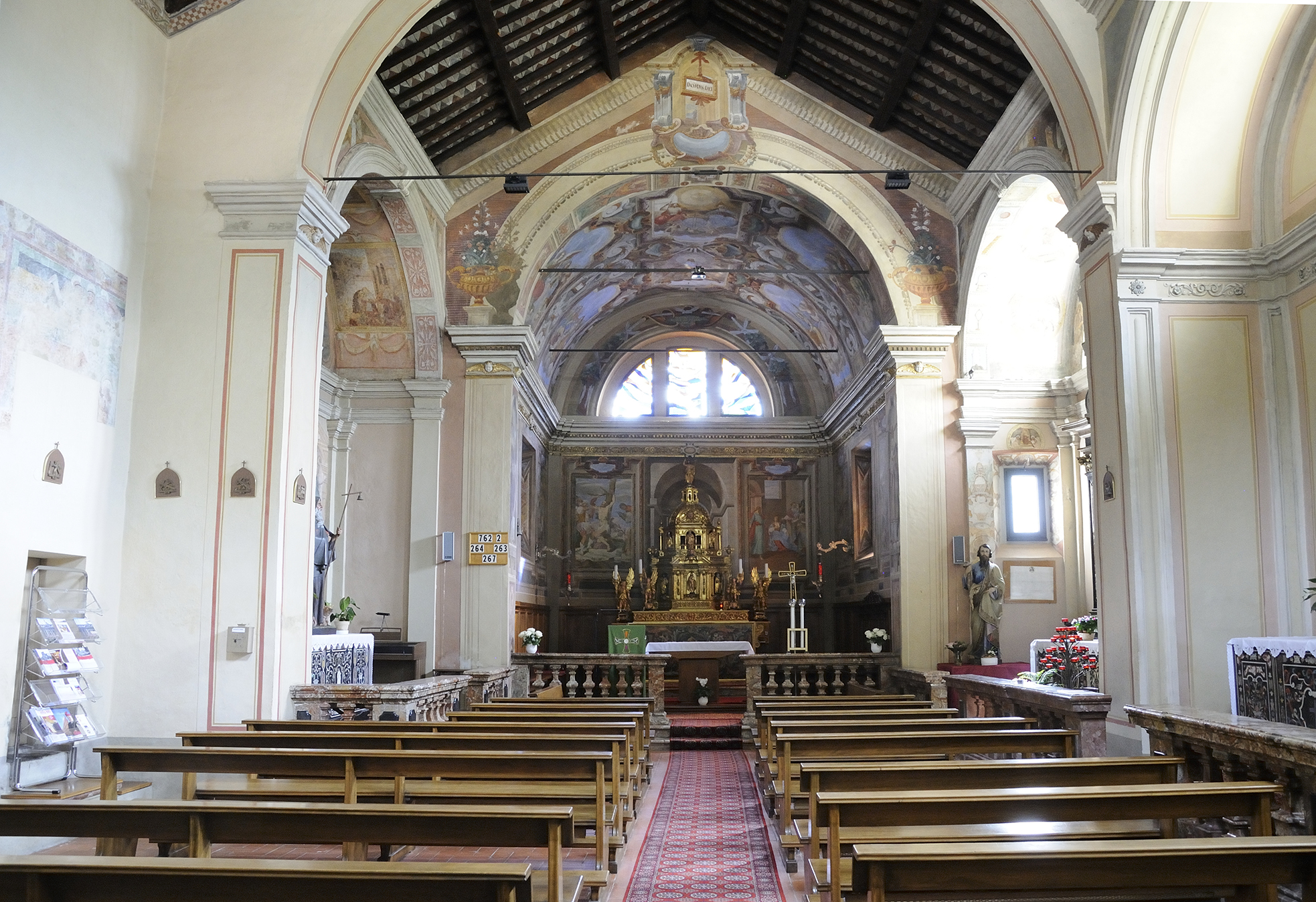
Kirche San Bartolomeo, Innenansicht
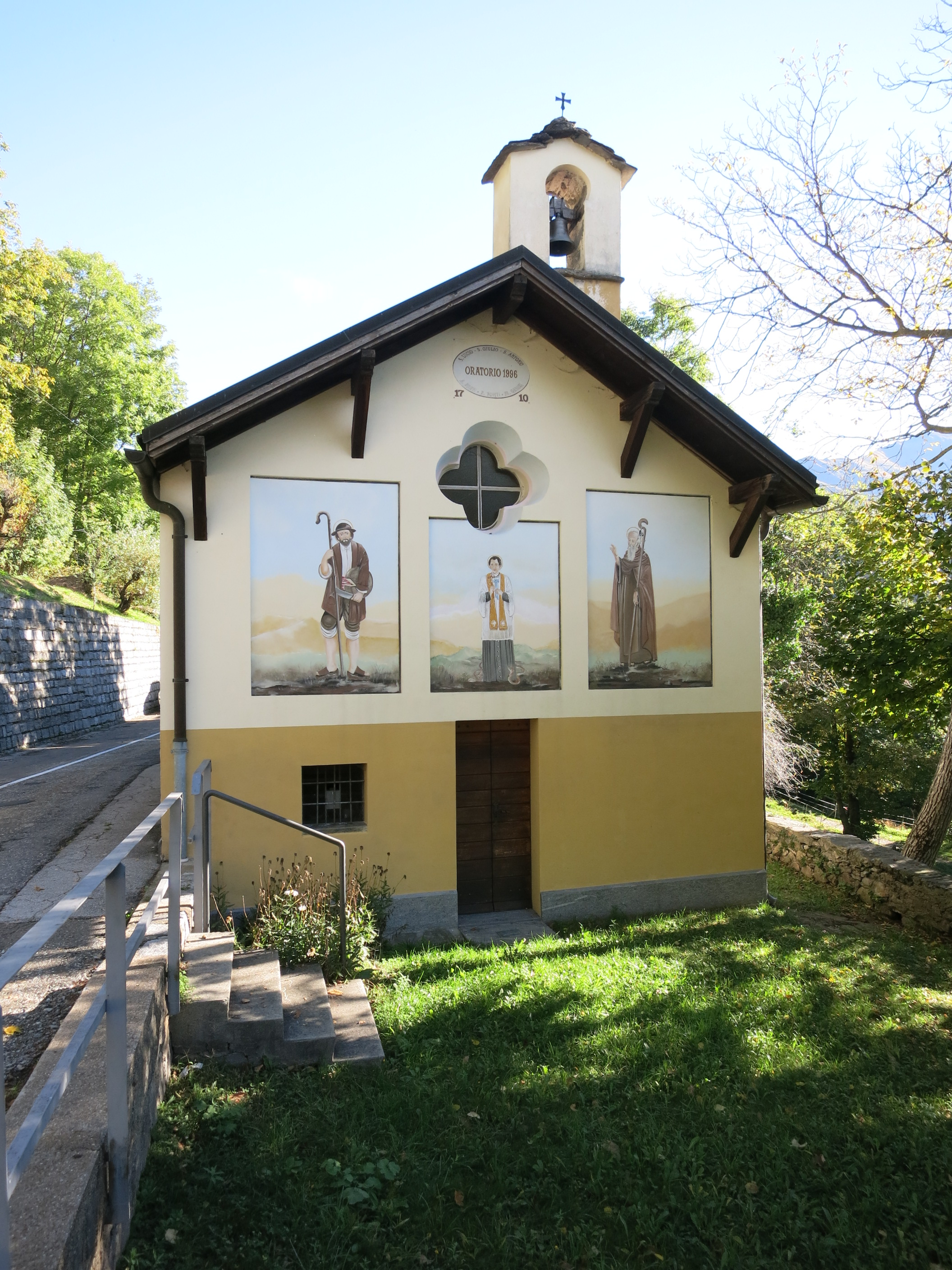
Oratorium Santi Giulio, Antonio Abate und Lucio im Ortsteil Canedo

## Sport
- Società Atletica Isone-Medeglia[5]

## Persönlichkeiten
- Bartolomeo Tiberino (* um 1595 in Arona; † nach 1640 ebenda ?), Künstler, Bildhauer und Altarbaumeister, Autor der Hochaltäre der Pfarrkirchen von Bironico (1624), Medeglia und Borgnone (1640)[6]
- Giovanni Battista Bagutti (* um 1770 in Medeglia; † nach 1820 ebenda), Gemeindepräsident von Medeglia, verheiratet mit Caterina Scerpella, Vater von Anastasia Bagutti[7]
- Francesco Beltrami (* um 1850 in Medeglia; † nach 1875 in Mar del Plata), Unternehmer, emigrierte nach Argentinien im Jahr 1875[8]
- Mauro Gianetti (* 16. März 1964 in Lugano) (Bürgerort Medeglia), ehemaliger Schweizer Profi-Radrennfahrer[9]